# Droga krajowa N18 (Ukraina)
Droga krajowa N18 (ukr. Автошлях Н 18) – droga krajowa na Ukrainie. Rozpoczyna się w Iwano-Frankiwsku (dawniej Stanisławów), następnie biegnie na północny wschód przez Tyśmienicę, Niżniów, Monasterzyskę, Strusów, w pobliżu Buczacza (wcześniej przechodziła przez miasto), Mikuliniec i kończy się w Tarnopolu. Droga ma 106,9 km i przechodzi przez 2 obwody: iwanofrankiwski oraz tarnopolski.